# Magyar Fejlesztési Bank
A Magyar Fejlesztési Bank Zártkörűen Működő Részvénytársaság  (MFB Zrt.), vagy röviden Magyar Fejlesztési Bank a magyar állam tulajdonában lévő, szakosított hitelintézet. Jogállását, feladatait és tevékenységi körét a 2001. évi XX. törvény (MFB-törvény), az Alapszabály, továbbá a kormány által jóváhagyott stratégia határozzák meg. Alapfeladata a hazai vállalkozások számára kedvező konstrukciójú fejlesztési hitelek biztosítása, a finanszírozási hiányosságok kezelése, valamint a hosszú távú gazdasági fejlődés támogatása, azokhoz pénzpiaci források bevonása. Lakossági, jellemzően energetikai célokat támogató pénzügyi termékekkel is rendelkezik, és nagy szerepet játszik az európai uniós források közvetítésében.
A pénzintézet mérlegfőösszege 2023-ban 3500 milliárd forint fölé emelkedett. A hitelállomány megközelítette az 1500 milliárd forintot.

## Története
A Magyar Befektetési és Fejlesztési Rt.-t, a későbbi MBFB, majd az MFB jogelődjét- három állami intézmény, az Állami Vagyonkezelő Rt., az Állami Vagyonügynökség és az Állami Fejlesztési Intézet Rt. 1991. november 27-én alapította, eredetileg nem bankként. 1993. július 1-jén az intézmény befektetési pénzintézetté alakult át Magyar Befektetési és Fejlesztési Bank Rt. néven. 1995-től az MBFB bekapcsolódott japán, német és európai uniós hitelek magyarországi kihelyezésébe, később pedig regionális fejlesztési társaságokban, illetve a Rákóczi Bankban is tulajdonossá vált. Ugyanebben az évben az MBFB átvette a Pénzügyminisztériumtól a Pénzintézeti Központot és az Investbankban is résztulajdonos lett.
Az 1997-től Magyar Fejlesztési Bank néven működő pénzintézet a kilencvenes évek második felében tevékenyen részt vett a hazai pénzügyi intézményrendszer megszilárdításában, továbbfejlesztésében. 1996–98 között az intézmény komplex állami bankcsoporttá vált, brókercéggel, szakosított pénzintézetekkel, valamint a már említett regionális fejlesztési társaságokkal.
A bank történetének fontos állomása volt, amikor 2000-ben különválasztották a gazdaságpolitikai prioritásokat szolgáló stratégiai, valamint a saját üzleti kockázatra végzett tevékenységeket. Még ugyanebben az évben hat hitelprogram indult a kis- és középvállalkozói szektor számára, valamint meghirdettek egy, a családi gazdaságokat támogató hitelterméket is.
Szintén fordulópont volt a Magyar Fejlesztési Bankról szóló 2001. évi XX. törvény, amely azóta is a Bank tevékenységének jogszabályi keretét adja. Változást hozott a 2002-ben elkészített és 2003-ban a kormány által elfogadott stratégia is, amely a bankot klasszikus fejlesztési bankként pozicionálta. A stratégia kijelölte a bank működésének 2008-ig tartó fő irányait, majd ezeket 2007-ben a változó nemzetközi és hazai feltételeket is figyelembe véve fejlesztette tovább, felvázolva egy 2013-ig tartó cél- és eszközrendszert. A Konzum Bank eladásával (2003-2004) az MFB-nél megszűnt a kereskedelmi banki tevékenység.
A 2002-ben kidolgozott stratégia klasszikus fejlesztési banki tevékenységhez szükséges struktúrát és tevékenységi kört írt elő, és a bank beilleszkedését a magyar gazdaságpolitika elvi rendszerébe. Szorgalmazta a felkészülést az európai uniós csatlakozásra és az intézménnyel szemben támasztott nemzetközi követelményeknek való megfelelést is. E stratégia alapján szervezték meg 2006-ban az MFB körüli egységes bankcsoportot, a „profiltiszta” rendszert. A bankcsoportbéli struktúra, illetve a funkciók pontos meghatározása érdekében az MFB tulajdonosával, a magyar állammal közösen döntött a stratégia továbbfejlesztéséről és meghosszabbításáról a 2007–2013-as időszakra.
A 2008-ban kezdődött válság átírta a terveket. A magyar pénzpiacon a beruházási hitelfelvétel gyakorlatilag megállt, a kereskedelmi bankok forráshoz jutási lehetőségei szinte teljesen ellehetetlenültek. Előbb a vállalati és a lakossági hitelezés esett vissza és drágult meg, aztán az államadósság-kezelés vált kritikussá, amit a forintárfolyam gyors és nagymértékű romlása követett. Ebben a helyzetben az MFB szerepe felértékelődött mind a vállalati, mind pedig az önkormányzati hitelezésben, és a hosszú távú forrás mellett nagyon megnőtt az igény a rövid távú forgóeszközhitelek iránt. Az MFB végeredményben a válságkezelés egyik fő intézményévé vált 2009-re.
A mélyülő válság közepette 2010-ben gyökeresen megváltozott az MFB szerepe. A mélyreható átalakítással párhuzamosan a kormány két fő feladatot bízott az MFB-re: a mintegy 8000 milliárd forintnyi értékű közvagyon kezelését, illetve a fejlesztési banki tevékenység folytatása mellett a saját portfóliójának átvilágítását.
Az MFB a rábízott vagyon pénzügyi, jogi és informatikai átvilágítása után a társaságokat felelős gazdálkodási pályára állította, a saját portfólióját pedig megtisztította. A munka eredményeképpen az MFB 2013-ban már pozitív mérleggel zárta az első két negyedévet.
Az európai uniós visszatérítendő források közvetítésével a pénzintézet kiemelten foglalkozik, ezért létrehozta az MFB Pontok hálózatát. Ez a – kereskedelmi bankokkal együttműködésben kialakított – hálózat 2017 végére 642 helyszínen állt rendelkezésre a vállalkozások és a lakossági ügyfelek számára. A 2021-2027 közötti EU-s programozási időszakban az MFB Pont Plusz pénzügyi közvetítői hálózaton keresztül juthatnak a vállalkozások és a lakossági ügyfelek európai uniós forrású hitelprogramok keretében nyújtott finanszírozáshoz.
A Covid19-pandémia, majd az orosz-ukrán háborút követő energiaválság idején mérlegfőösszege és hitelállománya nagymértékben növekedett az anticiklikus politika folytatása következtében.
2021 végén az MFB Zrt. 45 milliárd forintos tőkeemelését rendelték el. Ezt 2022-ben további 70 milliárd forinttal emelték meg a tulajdonosi jogokat gyakorló gazdaságfejlesztési miniszter döntése szerint. A jelenlegi alaptőke teljes összege 519,9 milliárd forint.
2024. január 1-i hatállyal Katona Bencét nevezték ki a Magyar Fejlesztési Bank elnök-vezérigazgatói pozíciójába.

## Az MFB struktúrája, az MFB-törvény
A többször módosított 2001. évi XX. törvény kimondja, hogy az MFB egyszemélyes, zártkörű részvénytársaság formájában működő szakosított hitelintézet, részvényeinek száz százaléka a Magyar Állam tulajdonában van, amelyet az állami vagyon felügyeletéért felelős miniszter képvisel. A tulajdonosi jogokat gyakorló miniszter mellett a Bank irányító, döntéshozó és ellenőrző szervei: az igazgatóság és a felügyelőbizottság. A Bank igazgatóságát a tulajdonosi jogok gyakorlója — ötéves időtartamra — nevezi ki és hívja vissza. Az igazgatóság élén az elnök áll, akit az igazgatóság maga választ meg a saját tagjai közül. A Bank ellenőrző szerve a felügyelőbizottság, amelynek elnökét és tagjait a tulajdonosi jogok gyakorlója választja meg és hívja vissza. Az MFB Zrt. munkaszervezetének élén a szakosított hitelintézettel munkaviszonyban álló vezérigazgató áll. Az MFB Zrt. könyvvizsgálóját a tulajdonosi jogok gyakorlója választja meg, határozott időtartamra. Tartalmazza az MFB-törvény a Bank feladatainak és pénzügyi szolgáltatási tevékenységének meghatározását is. Rendelkezik továbbá az összeférhetetlenségről és a titoktartásról. Előbbire példa, hogy az MFB Zrt. igazgatóságának, felügyelőbizottságának tagjai, alkalmazottai pártban tisztséget nem viselhetnek, párt nevében vagy érdekében — kivéve az országgyűlési, illetve az önkormányzati választásokon jelöltként való részvételt — közszereplést nem vállalhatnak.

## MFB Pontok és MFB Pont Plusz hálózat
A Magyar Fejlesztési Bank (MFB) a 2014-2020 közötti programozási időszakban európai uniós forrásból származó visszatérítendő pénzügyi eszközök, vagyis hitelként működő visszatérítendő támogatások közvetítésére hozta létre az MFB Pontok hálózatát.
A 2021-2027-es programozási időszakban a vállalkozások és a lakossági ügyfelek az MFB Pont Plusz pénzügyi közvetítői hálózaton keresztül férhetnek hozzá az európai uniós forrású hitelprogramok által nyújtott finanszírozáshoz. Az MFB Pont Plusz vállalati ügyfeleket kiszolgáló hálózata 156 fiókból, míg a lakossági ügyfeleket kiszolgáló hálózata 266 fiókból áll. A fiókhálózatot kereskedelmi bankok kijelölt fiókjai alkotják.

## Forrásbevonási tevékenység
Az MFB Zrt. önálló forrásszerzési tevékenységet végez a hazai és nemzetközi pénz- és tőkepiacokon saját nevében. A pénzintézet az így megszerzett forrásokat fejlesztési hitelek, programok és projektek finanszírozására fordítja. A források visszafizetésének biztosítéka a Magyar Állam készfizető kezessége. Az MFB Zrt. a Budapesti Értéktőzsde aktív kötvénykibocsátója, és többek között zöld, valamint társadalmi hasznosságú kötvényeket is kibocsátott.

## AzMFB Csoport
Az MFB-törvény tételesen ismerteti az MFB Csoportba tartozó társaságokat. Kétféle jogi megalapozottsága van annak, hogy valamely cég az MFB Csoport tagja. Az egyik csoportba azok a gazdálkodó szervezetek tartoznak, amelyekben az MFB a Magyar Állam nevében gyakorolja a tulajdonosi jogokat, a másikba azok, amelyekben az MFB rendelkezhet tulajdoni részesedéssel.
Az MFB tagvállalatai alapvető feladatuknak tekintik a vállalkozói szféra megerősítését és a vállalkozások fejlesztésére rendelkezésre álló eszközök és megoldások körének bővítését.
Az MFB Csoport tagjai az európai fejlesztési intézménycsoportok körében egyedülálló módon képesek a hitel, tőke és garancia eszközöket összehangoltan a hazai vállalkozások szolgálatába állítani. Ennek segítségével a versenyképes tudás megszerzésétől, az innovatív ötlet felkarolásán keresztül egészen a nemzetközi terjeszkedés kapujáig el tudnak kísérni egy magyar kezdeményezést. Kiemelt cél, hogy a vállalkozások minden életciklusában megoldást kínáljunk a piaci szereplők igényeire. Az MFB Csoport tagvállalatai feladataikat a kereskedelmi hitelintézetekkel, illetve pénzügyi közvetítőkkel együttműködésben látják el.

## Az MFB nemzetközi tagságai
- Európai Állami Bankok Szövetsége (EAPB)[18]
- Európai Kockázati Tőkealap Befektetők Hálózata (EVFIN)[19]
- Európai Kis- és Középvállalatokat Finanszírozó Pénzintézetek Hálózata (NEFI)[20]
- Európai Befektetési Alap (EIF)[21]
- Európai Állami Erdészetek Szövetsége (EUSTAFOR)[22]
- Hosszú Távú Befektetők Európai Szövetsége (ELTI)[23]
- Közép- és Kelet-európai Bankszövetség (BACEE)[24]
- Nemzetközi Pénzügyi Intézet (IIF)[25]
- Nemzetközi Kereskedelmi Kamara – Magyarország (ICC)[26]

## Az MFB nemzetközi partnerei
- Európai Beruházási Bank (EIB)[27]
- Európai Befektetési Alap (EIF)
- Az Európa Tanács Fejlesztési Bankja (CEB)[28]
- Európai Bizottság (EC)[29]

## Elemzések
Az MFB Periszkóp a Magyar Fejlesztési Bank gazdasági jelentése, amely az aktuális reálgazdasági és pénzpiaci tendenciák értelmezése mellett a magyar gazdasággal és tágabb környezetének aktuális történéseivel foglalkozik, alapvetően vállalati, illetve banki szemszögből.
Az MFB Indikátor a Bank félévente készülő nagy felmérése, amelyben több száz magyar gazdasági egységtől gyűjt információt kérdőíves módszerrel, önkéntes válaszadással, és amelyből négy index - a makrogazdasági-, a piac-, a finanszírozás- és a beruházás-index - köré építi az elemzést. A felmérés 2009 nyara óta továbbvezetett mérőszámai gondolatébresztő, árnyalt képet adnak a magyar gazdaság helyzetéről, folyamatairól.
Az MFB Makrogazdasági elemzések időről időre áttekintik a világgazdasági folyamatokat azzal a céllal, hogy segítsenek megítélni a nemzetközi tendenciák függvényében a magyar gazdaság mozgásterét, lehetőségeit.
Főbb mérlegadatok, eredmények
(millió Ft)
| Megnevezés             | 2020. év  | 2021. év  | 2022. év  | 2023. év  |
| ---------------------- | --------- | --------- | --------- | --------- |
| Mérlegfőösszeg         | 1 939 078 | 2 373 041 | 2 993 802 | 3 605 243 |
| Jegyzett tőke          | 265 900   | 349 900   | 519 900   | 519 900   |
| Saját tőke             | 411 721   | 496 095   | 689 266   | 724 393   |
| Adózás előtti eredmény | 4 969     | 10 049    | 29 418    | 31 311    |

## Elismerései
- Az MFB-t 2008-ban a Euromoney a legjobban menedzselt közép- és kelet-európai pénzügyi intézmények közé sorolta.
- Gém Erzsébet, az MFB vezető közgazdásza „MAGYAR ÉRDEMREND LOVAGKERESZTJE, polgári tagozat” kitüntetést kapott 2013. augusztus 20-án.
- A Budapesti Értéktőzsde 2017-ben, 2018-ban és 2019-ben is az MFB-nek ítélte az „Év banki kötvénykibocsátója” címet.

## Junior Prima díj„Magyar tudomány” kategória
A Junior Prima Díj egyik társalapítójaként a Magyar Fejlesztési Bank 2007 óta támogatja a tudományos élet fiatal tehetségeit. A díjazottak személyére - az MFB felkérésére - az egyes tudományterületek szaktekintélyei, akadémikusok, professzorok tesznek javaslatot. Az adott évben beérkezett jelölések közül az MFB mindig tíz fiatal tudóst választ ki.
Az MFB 2007 óta azokat a fiatal tudósokat díjazza a Junior Prima Díj „Magyar Tudomány” kategóriában, akik maximum 33 évesek és kiemelkedő kutatási eredmények, komoly publikációs tevékenység és a legtöbb esetben már nemzetközi szakmai elismertség áll a hátuk mögött. Az MFB szándéka már a kezdetektől az, hogy a jók közül is a legjobbak kerüljenek kiválasztásra és lehetőség szerint olyan szakterületeken tevékenykedő fiatalok kapjanak díjat, akiknek a kutatásai egyben jelentős társadalmi hasznossággal is bírnak.

## Elnökök
- Takácsy Gyula, 1991–1994
- Dr. Medgyessy Péter, 1994–1996
- Hegedűs Éva, 1996–1997
- Dr. Tétényi Tamás, 1997–1998
- Dr. Patonai Péter, 1998–2000
- Dr. Búza Éva, 2000–2001
- Baranyay László, 2001–2002
- Zdeborsky György, 2002-2010
- Baranyay László, 2010-2013
- Lontai Dániel, 2013-2016
- Bernáth Tamás, 2016-2019
- Dr. Sipos-Tompa Levente 2019-2014
- Katona Bence Gergely, 2025-

## Vezérigazgatók
- Dr. Bányai Miklós, 1991–1994
- Dr. Medgyessy Péter, 1994–1996
- Dr. Huszty András, 1996–1998
- Dr. Patonai Péter, 1998–2000
- Dr. Búza Éva, 2000–2001
- Baranyay László, 2001–2002
- Dr. Erős János, 2002–2010
- Baranyay László, 2010–2013
- Nagy Csaba, 2013–2016
- Bernáth Tamás, 2016-2019
- Dr. Sipos-Tompa Levente 2019-2024
- Katona Bence Gergely, 2025-